# Messiah Complex
Messiah Complex è un crossover che intreccia tutte le testate mutanti, vale a dire X-Men (vol. 2), Uncanny X-Men (vol. 1), X-Factor (vol. 3) e New X-Men. Pubblicato dalla Marvel Comics dall'ottobre 2007 al gennaio 2008, la trama si collega ed è il culmine degli eventi cominciati con House of M e la decimazione risultanti nella nascita del primo nuovo mutante. L'intera saga continua nel secondo capitolo intitolato Messiah War terminando poi in Secondo avvento.

## Premessa
La storyline prende vita dagli avvenimenti successivi ad House of M ed alla decimazione, e con la sua conclusione la storia degli X-Men verrà ridefinita per molti anni a venire. Il perno centrale della vicenda ruota attorno alla nascita di un nuovo individuo mutante, conteso da X-Men, Marauders, Accoliti, Reavers, Purificatori e Predatore X.
Molto è accaduto da quando Scarlet agli sgoccioli di House of M depotenziò il 90% dei mutanti presenti sul Terra; riuniti un gruppo di estremisti religiosi con il nome di Purificatori, il reverendo William Stryker cominciò una vera e propria guerra sacra contro i giovani mutanti residenti nello Xavier Institute. Ritenutili i figli di Satana, assaltò l'istituto dopo aver fatto esplodere un pulmino che doveva portare via molti studenti ex-mutanti. Dopo la sua morte, l'agenzia Facility creò su ordine dei Purificatori un ibrido metà animale metà mutante, il Predatore X, con il compito di cacciare e cibarsi di tutti coloro che possedevano un gene-X; Sinistro riunì nuovamente i Marauders e si alleò con Exodus ed i suoi Accoliti.

## Trama

### Capitolo I
Una potente scarica psionica mette fuori uso Cerebra ed inibisce temporaneamente tutti i telepati, a segnalare la manifestazione di un nuovo mutante. Sotto suggerimento di Xavier, un gruppo di X-Men costituito da Ciclope, Emma Frost, Wolverine, Nightcrawler ed Angelo partono alla volta di Cooperstown, in Alaska, alla ricerca del nuovo mutante. Una volta sul posto vi trovano l'inferno: Marauders e Purificatori arrivati lì per primi si sono dati battaglia ed ora tutto ciò che resta della cittadina sono macerie, morti e feriti. Gli X-Men ritrovano i cadaveri di alcuni Purificatori e dei Marauders Prism e Blockbuster, immaginando che oramai il giovane mutante sia in mano di Sinistro. Per comprendere meglio l'accaduto Emma effettua una sonda psichica su una madre disperata per la morte della figlia, scoprendo che tutti i bambini della cittadina sono stati giustiziati per paura che potessero essere il neo-mutante. Ma al contrario di ciò che i nostri hanno sempre erroneamente pensato, si viene a scoprire che la scarica psionica emessa a Cooperstown non proveniva da un mutante in età adolescenziale ma da un neonato. Aiutati gli abitanti sopravvissuti, gli X-Men ritornano allo Xavier Institute dove Ciclope e Xavier hanno un duro diverbio prima che il secondo venga allontanato bruscamente. Su richiesta di Scott, Emma convoca Jamie Madrox e Rictor: durante il loro colloquio, la giovane Layla Miller sbuca fuori all'improvviso interrompendo il discorso di Ciclope e spiegando in cosa consiste la missione per la quale sono stati convocati, ovvero andare alla ricerca dell'inventore Forge mentre Rictor dovrà infiltrarsi fra i Purificatori; Xavier e Bestia dovranno riparare Cerebra; Wolverine, Nightcrawler, Angelo e Colosso dovranno rintracciare e interrogare alcuni ex-Accoliti per scoprire dove si nasconde Exodus e quali sono i suoi piani.

### Capitolo II
Quartiere di Chelsea, New York City. Per fare in modo di guadagnare la fiducia dei Purificatori, Rictor salva la vita ad un gruppo di loro durante un finto attacco da parte di Wolfsbane. A Dallas, intanto, Uomo Multiplo e Layla sono giunti nella dimora di Forge che spiega loro il compito che lui e Ciclope vogliono affidargli. Dall'M-Day le linee temporali future che concernono i mutanti sono state azzerate, ma dalla recente nascita due nuovi futuri sono sbocciati, e due doppi dovranno andare in quei tempi per indagare. Utilizzata la Sonda Cronale di Forge, i doppi vengono inviati nel futuro, ma qualcosa va storto: Layla si aggrappa al secondo Madrox e insieme i due viaggiano di ottanta anni nel futuro. Infuriato con Forge, il vero Uomo Multiplo chiede spiegazioni sulla sorte dei suoi doppi e di Layla. Secondo il piano allestito da Ciclope, non appena scoperto il più possibile, i doppi dovranno suicidarsi per fare in modo di trasferire le loro coscienze all'originale. Forge aggiunge anche che i viaggi temporali della Sonda Cronale sono di sola andata e che per la giovane Layla, quindi, non c'è molto da fare. Disperato per la sorte della ragazzina Madrox, non fa in tempo a cominciare uno scontro con Forge, che cade in coma. Nel frattempo, in un ospedale di Santa Cruz, Wolverine, Tempesta, Nightcrawler, Colosso e Angelo scovano la mutante ed ex-Accolita Amelia Voght ed intrappolandola riescono a farsi dire dove Sinistro, i Marauders e gli Accoliti si nascondono, vale a dire fra i ghiacci perenni dell'Antartide. Riuscito ad infiltrarsi tra i Purificatori, Rictor scopre che la loro sede di New York altro non è che una delle loro più piccole. Ottant'anni nel futuro, Layla e Madrox scoprono che tutti i mutanti presenti sul pianeta sono stati raggruppati e rinchiusi in campi di concentramento. Nel presente, i New X-Men dopo un diverbio con Xavier ed una riunione segreta in cui Dust, Elixir e Prodigy si chiamano fuori da qualsiasi rappresaglia, decidono di lanciarsi all'attacco dei Purificatori a Washington D.C. Aiutati da Corazza mettono fuori combattimento alcuni Purificatori prima che il vero scontro abbia inizio e Satiro venga gravemente ferito da Lady Deathstrike accompagnata dai suoi nuovi Reavers.

### Capitolo III

Disegni di David Finch

Guidati da Tempesta, ed assistiti telepaticamente da Emma, gli X-Men irrompono nel covo di Sinistro e danno il via allo scontro, mentre Wolverine riesce ad estorcere informazioni a Gambit: il neonato è una bambina ed al momento si trova nelle mani di un redivivo Cable. A Washington, i New X-Men fronteggiano Lady Deathstrike che viene messa in serie difficoltà da X-23, prima che intervenga Rictor che difendendo Pixie le permette di teleportare gli amici lontano dal pericolo, disperdendoli però durante il tragitto. L'urlo telepatico della ragazza interrompe il contatto di Emma con la squadra d'assalto e inviato Uomo Ghiaccio a recuperare gli studenti, la donna scopre di non riuscire più a collegarsi con gli X-Men. Messi in serie difficoltà da Sinistro, Angelo e Colosso soccombono all'attacco dei Marauders, mentre Wolverine viene gravemente ferito da Lady Mastermind, Sentinella Omega e Scrambler; in suo soccorso accorre Nightcrawler, che fa in tempo ad essere colpito da un proiettile sparato da Scalphunter prima di teleportare se stesso e l'amico al sicuro. Contattata Emma, Wolverine la informa che i Marauders non sono in possesso della neonata e che è stato Cable a portarla via da Cooperstown. Allo Xavier Institute intanto, le riprogrammate Sentinelle attaccano gli X-Men residenti, fra i quali Alfiere, ed emettono un impulso che stende tutti i telepati. Durante la seguente battaglia, alla quale si aggiungono Warpath e l'aliena Hepzibah, oltre metà dell'istituto viene raso al suolo e solo l'intervento combinato di Gentle, X-23, Warpath e Uomo Ghiaccio, di ritorno dal recupero degli studenti, riesce a mettere fuori uso due dei tre robot. Sotto suggerimento di Ciclope, Dust s'infiltra all'interno della cabina di comando di una Sentinella e scopre che i piloti sono divenuti preda di un misterioso virus che li ha trasformati in organismi cibernetici, aventi come unico scopo la distruzione dei mutanti. Solo uno dei tre misteriosi organismi riesce a fuggire, mentre degli altri due, uno viene messo K.O. da X-23 e l'altro rimane bloccato all'interno dell'abitacolo. Poco più tardi, Bestia suppone che i piloti siano stati infettati dalle Nano-Sentinelle di Cassandra Nova, e Ciclope credendo sia opera di Cable incarica Wolverine, tornato assieme alla squadra d'assalto all'istituto, di radunare una nuova X-Force: composta da X-23, Warpath, Hepzibah, Calibano, Wolfsbane e guidata da lui stesso, avrà il compito di rintracciare e fermare Cable, riportando indietro a qualunque costo la bambina.

### Capitolo IV
Allo Xavier Institute, dopo una discussione con Ciclope, Xavier comprende di non essere più gradito fra i suoi ex-allievi e con malincuore decide di andarsene. Da qualche parte in Canada, Cable affronta Lady Deathstrike e i suoi Reavers, mentre Siryn, dopo una chiamata d'aiuto da parte di Peepers lo raggiunge trovandone solo i resti che il Predatore X ha lasciato. Nella New York del futuro, Madrox cerca di entrare nel campo di concentramento di Sheepshead Bay, e utilizzando Layla come esca, riesce a trarre in inganno due guardie e cominciare il loro interrogatorio. La nuova X-Force, intanto, raggiunge Cooperstown e s'infiltra all'interno dell'ospedale dal quale la neonata è stata rapita per trovare delle tracce che possano indicare dove si trovi. All'interno del gruppo sorgono delle divergenze d'opinione fra Wolverine e Warpath, che essendo stato amico di Cable non riesce ad accettare l'idea che forse si arriverà ad ucciderlo. Grazie a Calibano il gruppo riesce ad individuare il fuggiasco, e subito fra Reavers ed X-Force comincia lo scontro. Nel futuro, Madrox e Layla apprendono che parlare dei mutanti o della loro sorte è considerato tabù e che il governo monitora qualsiasi conversazione riguardante l'argomento. Non fanno in tempo a chiedere di come si sia potuti arrivare ai campi di concentramento che una squadra d'assalto piomba loro addosso catturando Madrox. Credendo che Layla sia il suo ostaggio fanno per portarla al sicuro, ma la ragazzina fa un'importante rivelazione: anche lei è una mutante, in grado di attivare e disattivare il proprio genoma. I due vengono così arrestati e deportati a Sheepshead Bay, dove saranno processati. Durante lo scontro con i Reavers, Lady Deathstrike ferisce gravemente Wolverine che preferisce delegare ad X-23, fra le due, infatti, c'è un conto in sospeso che risale al ferimento di Satiro. Durante lo scontro, la cyborg sembra prendere inizialmente il sopravvento, ma X-23 riesce in ultimo a smantellarla. Mentre Wolfsbane affronta un Reaver che afferma di conoscere il suo passato, Cable fugge via approfittando del momento di distrazione. Wolverine si lancia al suo inseguimento, e Warpath, ingnaro che un Reaver lo ha preso di mira, fa lo stesso. L'intervento di Calibano, che mettendosi nella traiettoria dei proiettili e rimanendone ucciso, distrae Warpath, facilita la fuga di Cable e della bambina a bordo del Blackbird. Allo Xavier Institute, intanto, Bestia termina l'operazione per salvare la vita di Satiro e comincia a prendersi cura dei suoi altri pazienti, compreso l'unico guaritore, Elixir, rimasto intrappolato sotto una parete durante lo scontro con le Sentinelle, ed ora in stato d'incoscienza. Sulla sorte dei suoi compagni s'interroga anche Surge, che rassicurata da Emma Frost decide di non perdersi d'animo e sorvegliare la scuola assieme ai membri di X-Factor, Siryn, M e Forzuto, durante l'assenza degli X-Men. Nel frattempo, il Predatore X si dirige allo Xavier Institute.

### Capitolo V
Alberta, Canada. Il team di X-Men guidato Ciclope e composto da Emma, Uomo Ghiaccio e alcuni membri di X-Factor giunge in soccorso di X-Force dopo lo scontro con i Reavers. Sul campo di battaglia gli amici tentano di consolare Warpath per la perdita dell'amico Calibano mentre allo Xavier Institute Prodigy, le Naiadi e gli altri New X-Men provano a rimettere in funzione Cerebra in modo da rintracciare Cable e la bambina, che dopo aver rubato un tir si dirige a Dallas. Ottant'anni nel futuro, Madrox e Layla vengono internati nel campo di Sheepshead Bay, dove vengono portati al cospetto dei Tatuatori per essere giudicati e marchiati. Dopo la dolorosa operazione, Madrox va alla ricerca di Layla, e avendola trovata viene condotto da lei ad un incontro con un giovane Alfiere. Nel presente, gli X-Men si mettono in volo verso sud-est, direzione presa da Cable fin dalla fuga da Cooperstown. Rimessa in funzione Cerebra, le Naiadi comunicano che è diretto a Dallas, precisamente ad Eagle Plaza. Giunto in vista dell'edificio, Cable ne sfonda la facciata e trova il corpo di Forge riverso sul pavimento. Prima che riesca ad accertarne le condizioni, viene però colpito da Alfiere, e perde conoscenza. L'unico rumore all'interno dell'edificio è ora costituito dal pianto della bimba, che viene presto coperto dal fragore del combattimento tra l'X-Man traditore, intenzionato ad ucciderla, ed i Marauders. Lo scontro termina a favore dei secondi grazie all'intervento congiunto di Vertigo, Sole Ardente e ad una serie di colpi esplosi da Gambit che facendo crollare un muro sopra Alfiere lo mette K.O. All'arrivo degli X-Men, i Marauders sono già fuggiti ed Alfiere, mantenendo il silenzio sul suo tradimento, addossa le responsabilità della sconfitta e del rapimento della bambina su Cable. Mentre Emma è impegnata nell'accertamento delle condizioni cliniche di Forge, Ciclope ordina a Wolverine di prendere la squadra ed alzarsi in volo mentre le Naiadi tracciano la posizione dei Marauders e di Cable. Intanto nei dintorni di Dallas, Cable rammaricandosi per essersi fatto sfuggire la bambina, decide di ricorrere al piano di riserva: contattato Xavier ne chiede l'aiuto.

### Capitolo VI
Futuro, campo di concentramento di Sheepshead Bay. Layla e Jamie cominciano una discussione con il giovane Lucas Bishop, il quale rivela loro che ottant'anni prima una messia forte dell'appoggio dei seguaci di Destiny sterminò, in soli sei minuti, milioni di umani. Dopo aver espresso la propria volontà di uccidere quella donna, Lucas si dilegua fra gli altri mutanti, e mentre Layla dice addio a Jamie, una guardia li raggiunge accusandola di avergli rubato una granata. Compreso il criptico saluto della giovane, Jamie non fa in tempo ad ascoltare le sue ultime parole che la granata, ora agganciata alla cintura, esplode, uccidendolo e facendo rincongiungere questo suo doppio con l'originale Madrox in stato di coma presso Eagle Plaza, abbandonando nel futuro, forse per sempre, Layla. Nel presente gli X-Men scoprono grazie alle Naiadi che i Marauders dirigono verso l'isola Muir, dove Ciclope spedisce immediatamente X-Force, e mentre Siryn veglia al capezzale di Jamie, questo improvvisamente rinviene, chiedendo di Alfiere. Scoperto il tradimento dell'uomo, è facile ora ricollegare a lui l'attacco delle Sentinelle a danno dello Xavier Institute, e dopo alcune proteste di Jamie sull'andare a salvare Layla, prigioniera nel futuro, gli X-Men partono al soccorso di X-Force. Sull'isola Muir l'arrivo dei Marauders con la bambina viene salutato da Sinistro in persona, che rimasto solo con Gambit, riassume l'aspetto della mutaforma Mystica, colpevole di aver ucciso il genetista.

Disegni di Marc Silvestri

Mentre allo Xavier Institute Dust, Mercury e Rockslide accolgono con un nuovo scontro il Predatore X, giunta sull'isola X-Force miete la prima vittima grazie agli artigli di Wolverine: si tratta di Lady Mastermind, responsabile delle illusioni che non permettevano al gruppo di scoprire di essere caduti in trappola. Intanto poco fuori Dallas, Xavier si prende cura delle ferite di Cable mentre questi gli racconta la verità sulla propria missione, consistente nel mettere in salvo la piccola per impedire al futuro dal quale è scampato di diventare realtà, e giustifica di non aver detto a nessuno di essere vivo poiché metà del suo gruppo era composto da traditori. Queste sommarie giustificazione sembrano bastare a Xavier, che sotto insistenza di Cable, decide di partire alla volta di Muir.
Sull'isola, Mystica rivive assieme a Gambit le tre ore precedenti all'attacco di X-Force, e rivela di aver fatto in modo che Sinistro toccasse Rogue per ucciderlo, dopo che gli era stato assicurato dall'uomo, che a sua figlia non rimaneva molto da vivere, e che anzi era stata destinata fin dal contagio del Ceppo 88 alla morte. Dopo aver sentito il grido precedente alla morte di Lady Mastermind, Mystica rivela a Gambit, che tutto ciò era stato predetto da Destiny nei suoi Diari, e che ora solo la bambina poteva salvare Rogue, e contrariamente al parere di Gambit, accostò la piccola alle labbra della figlia. Immediatamente un lampo di luce accecante illuminò la stanza, e resosi conto dell'accaduto, Gambit prese in braccio la bimba, assicurando alla mutaforma, che Rogue non avrebbe mai voluto essere salvata a costo di una vita. Delusa dal comportamento dell'uomo, Mystica gli assicurò che secondo i Diari, la piccola non sarebbe morta a contatto con Rogue, e che quest'ultima si sarebbe dovuta risvegliare e volerle di nuovo bene, ma mentre pronunciava queste parole, il corpo di Rogue era ancora incosciente. In superficie intanto lo scontro tra X-Force e Marauders era entrato nel vivo, e mentre Scalphunter colpiva Wolverine alla testa, Alfiere e Wolfsbane sistemavano rispettivamente Sole Ardente e Arclight, prima che Riptide afferrasse Rahne e la trasportasse in mare per giustiziarla, non riuscendo nel suo intento grazie all'arrivo di Xavier e Cable. Nell'infuriare dello scontro, Scrambler inibì i poteri di guarigione di Wolverine in modo che non potesse rigenerare la ferita al cranio, ma venne ucciso da X-23, mentre gli X-Men ed alcuni membri di X-Factor, si univano allo scontro. Allo Xavier Institute, il Predatore X dopo una veloce lotta contro Rockslide, irrompe all'interno della scuola, ma prima di divorare Indra, viene fermato da Surge. Grazie alla comparsa di quasi tutti i New X-Men, il Predatore X decide di attaccare qualcuno di più indifeso, per questo scopo irrompe nell'infermeria, dove solo Gentle e Corazza si frappongono tra lui e i pazienti gravemente feriti. Assodato che solo gl artigli di X-23 erano riusciti in passato a ferire la creatura, Pixie decide di teletrasportare tutti sull'isola Muir, dove, non appena giunti il Predatore X divora Vertigo. Nei sotterranei intanto, Xavier raggiunge Gambit e prende temporaneamente in custodia la piccola prima di consegnarla nelle mani di Cable, che viene fermato da un lato da Alfiere e dall'altro dal Predatore X. Durante il successivo scontro, Alfiere perde un braccio a opera dell'animale, che dopo un duro scontro con X-Force, verrà eliminato dall'interno grazie a Wolverine. Nel frattempo in superficie, Emma occupa Exodus in uno scontro mentale per impedirgli di utilizzare i suoi altri poteri e Ciclope consente agli studenti di unirsi alla lotta. Nei laboratori sotterranei, Rogue si risveglia e dopo aver saputo che Mystica per salvarla aveva messo a repentaglio la vita di una bambina, decide di ucciderla assorbendone la psiche, ma poco prima della morte interrompe il processo, spiegando a Gambit di aver commesso un errore: la bambina grazie ai suoi poteri l'aveva liberata da tutte le memorie assorbite durante gli anni, mentre adesso, dopo aver toccato Mystica, all'interno del suo animo non rimanevano che loro due. Prima di andarse, perché bisognosa di un po' di tranquillità, fa promettere all'uomo di non seguirla. Mentre Pixie, grazie alla sua Lama dell'Anima, mette fuori combattimento Malice, Ciclope e Cable hanno una discussione riguardante la bambina, che si risolve quando il secondo cede la piccola al primo grazie alla persuasione di Xavier. Sconfitto Exodus con l'aiuto di Dust, Emma contatta Ciclope, impegnato ad accudire la bambina e a paragonare il suo aspetto fisico, ciuffetto rosso ed occhi verdi, a quello di Jean Grey, annunciandogli di aver ormai neutralizzato i nemici. Dopo una discussione con Xavier su quale dei due possibili futuri la bambina condurrà il genere mutante, Scott decide di affidarla a Cable, che grazie al dispositivo temporale preso a Forge parte per il futuro, nell'esatto momento in cui Alfiere, impugnata una delle pistole di Scalphunter apre il fuoco, per errore, su Xavier. Colpito da un raggio ottico di Ciclope, Alfiere scompare dalla scena; raggiunto il corpo del suo ex-mentore, Scott dichiara ufficialmente sciolti gli X-Men.

## Conseguenze
Divisi resistiamo - Storyline crossover che segue gli eventi di Messiah Complex e coinvolge le serie Uncanny X-Men, X-Factor, X-Force, Young X-Men, X-Men: Legacy, Wolverine e Cable.
Uncanny X-Men - Con l'arco narrativo in cinque parti intitolato X-Men: Divisi, lo scrittore Ed Brubaker mostra il cammino degli X-Men a partire dagli eventi di Messiah Complex fino al loro nuovo insediamento nella città californiana di San Francisco.
X-Men: Legacy - A partire dal numero 208, X-Men (vol. 2) viene rinominato X-Men: Legacy. Lo scrittore Mike Carey rimane alla guida della testata coadiuvato da numerosi artisti tra i quali Billy Tan e Scot Eaton.
Cable (vol. 2) - Al Baltimore Comic-Con del settembre 2007 la Marvel ha annunciato che una nuova serie di Cable prenderà il via nel marzo 2008 a seguito degli eventi di Messiah Complex e seguirà le avventure del mutante, ambientate in un prossimo futuro, impegnato a proteggere la piccola messia. A guida della testata lo scrittore Duane Swierczynski e il disegnatore Ariel Olivetti.
X-Force (vol. 3) - Una nuova serie di X-Force prende il via dagli eventi successivi a Messiah Complex con alla guida Craig Kyle e Christopher Yost come sceneggiatori e Clayton Crain e Mike Choi come disegnatori. Questa terza incarnazione del team consiste di Warpath, Wolverine, Wolfsbane, Arcangelo, Elixir, Domino, Svanitore e X-23.
Young X-Men - Nuova serie, rimpiazzo di New X-Men chiusa con il n. 46, con a capo lo sceneggiatore Marc Guggenheim e il disegnatore Yanick Paquette. Il team di X-Men al suo interno è composto sia da membri della precedente New X-Men che da alcune new entry.
Messiah War - Crossover direttamente collegato a Messiah Complex e descritto come secondo capitolo di una trilogia atta a ridefinire l'univero mutante Marvel. Vi viene narrata la lotta di Cable, della messia Hope Summers e X-Force contro Alfiere che arriverà a devastare il futuro e ad unire le proprie forze con Stryfe pur di ucciderla.
Secondo avvento - Terza ed ultima parte della trilogia, questo crossover presenta il ritorno di Cable e Hope dal futuro e l'attuazione del piano di Bastion per la distruzione del genere mutante.

## Pubblicazione
- Capitolo 1
  - X-Men: Messiah Complex (ottobre 2007, in USA)
  - Gli Incredibili X-Men n. 219 (settembre 2008, in Italia)
- Capitolo 2
  - Uncanny X-Men n. 492 (novembre 2007, in USA)
  - Gli Incredibili X-Men n. 219 (settembre 2008, in Italia)
- Capitolo 3
  - X-Factor n. 25 (novembre 2007, in USA)
  - X-Men Deluxe n. 162 (settembre 2008, in Italia)
- Capitolo 4
  - New X-Men n. 44 (novembre 2007, in USA)
  - X-Men Deluxe n. 162 (settembre 2008, in Italia)
- Capitolo 5
  - X-Men n. 205 (novembre 2007, in USA)
  - Gli Incredibili X-Men n. 220 (ottobre 2008, in Italia)
- Capitolo 6
  - Uncanny X-Men n. 493 (dicembre 2007, in USA)
  - Gli Incredibili X-Men n. 220 (ottobre 2008, in Italia)
- Capitolo 7
  - X-Factor n. 26 (dicembre 2007, in USA)
  - X-Men Deluxe n. 163 (ottobre 2008, in Italia)
- Capitolo 8
  - New X-Men n. 45 (dicembre 2007, in USA)
  - X-Men Deluxe n. 163 (ottobre 2008, in Italia)
- Capitolo 9
  - X-Men n. 206 (dicembre 2007, in USA)
  - Gli Incredibili X-Men n. 221 (novembre 2008, in Italia)
- Capitolo 10
  - Uncanny X-Men n. 494 (gennaio 2008, in USA)
  - Gli Incredibili X-Men n. 221 (novembre 2008, in Italia)
- Capitolo 11
  - X-Factor n. 27 (gennaio 2008, in USA)
  - X-Men Deluxe n. 164 (novembre 2008, in Italia)
- Capitolo 12
  - New X-Men n. 46 (gennaio 2008, in USA)
  - X-Men Deluxe n. 164 (novembre 2008, in Italia)
- Capitolo 13
  - X-Men n. 207 (gennaio 2008, in USA)
  - X-Men Deluxe n. 164 (novembre 2008, in Italia)